# Organizacija
Organizacija je sociokulturni sistem, v cilj usmerjena skupina ljudi, ali pa na delitvi dela temelječ kolektiv, ki ima enake funkcionalne cilje in različne socialne interese. Razlikujemo gospodarske organizacije (»podjetja«, to je gospodarske družbe), politične (politične stranke), družbene (humanitarne, prostovoljne) organizacije ipd... V sociološkem smislu je organizacija korelacija med sistemom moči in sistemom komunikacije.